# Za narodov blagor
Za narodov blagor je komedija v štirih dejanjih Ivana Cankarja.

## Nastanek komedije in recepcija
Rokopis drame je nastal med 20. junijem 1900 in med avgustom istega leta, prvotni naslov pa je bil Narod. Prvi zapis komedije se od prepisanega, namenjenega za tiskarno, bistveno ne razlikuje.
Ko je Cankar dramo napisal, je imel veliko težav že z založnikom, saj je trajalo kar tričetrt leta, da je izšla. Schwentner je okleval in Cankarja pregovarjal, da se delo ne bo prodajalo, da naj ga predela in mu tudi znižal honorar. Ko je drama marca 1901 izšla, sta Slovenski narod in Slovenec zapisala, da je to »redka satira na slovenske politične in socialne razmere ter se odlikuje z duhovitim dialogom, fino karakterizacijo oseb ter s krasnim jezikom«. Drugi je o drami pisal: »Nazval je pisatelj igro komedijo – a zdi se mi igra kar tragična, ker slika veliko komedijo, ki se igra v malem – povsodi – a meril je posebno na naš narod. Pisatelj biča z bridko ironijo moderno frazarstvo, udarja strašno po egoizmu, opsuje ono hinavstvo, ki pod pretvezo Za narodov blagor uprizarja vse mogoče lumparije – naslika posledice tako demoraliziranega naroda /.../« Slovenski narod je o drami spregovoril še enkrat, v štirih podlistkih. Obširna ocena zelo niha in vključuje zelo nasprotujoča si ekstremna mnenja. Lahko da je sodbo pisal Fran Govekar ali pa da so podlistki plod dveh avtorjev. Cankarju se očita, da drama nima realistične podlage, da pisatelj slovenskih razmer ne pozna zadosti in da se je lotil »snovi, ki je za mlada in šibka njegova pleča pretežka«. Po drugi strani pa ga označuje kot višek njegovega ustvarjanja, z mojstrsko risanimi značaji in lepo izraženimi mislimi. Rdeči prapor in Učiteljski tovariš sta s Cankarjem simpatizirala, medtem ko je v Domu in svetu Evgen Lampe napisal zmerno mnenje: Cankarju očita pretiravanje in izraža dvom o odrskem uspehu. S simpatijo so se na dramo odzvali tudi zunaj Ljubljane – iz Trsta je prišla zelo pozitivna kritika Slovenke, z Dunaja je pisal Jug, iz Beograda Kolo in iz Zagreba Vienac, veliko pozornosti med neslovenskimi listi pa je drama vzbudila pri sarajevski Nadi - Cankar je nedvomno talentiran pisec, vendar je v komediji preveč cinizma, pretiravanja in karikiranja, prav tako kot v Domu in svetu pa tudi podvomijo v odrski uspeh drame.
Kljub marsikateri dobri sodbi pa drama ni in ni našla svojega prostora na odru. V tekočem gledališkem letu ni bila uprizorjena, niti v naslednjem, ker je Govekar omajal upe s tem, ko je dejal, da je komedija »pretežka«. Zato je Cankar opustil misel nad uprizoritvijo. Ko so leta 1904 v ljubljanskem gledališču prvič igrali dramo Kralj na Betajnovi, se je Cankar ponovno ogrel Za narodov blagor. Prej kot v Ljubljani je dobil pritrdilen odgovor za krstno predstavo v Pragi, kjer se je za uprizoritev komedije zavzela pri gledališkem ravnatelju Zofka Kveder. Premiera je bila razprodana in dosegla precej lep uspeh, vendar so uprizoritev v ljubljanskih časopisih komaj omenili. Govekarjev Slovan je objavil dvorezno poročilo, oglasili pa so se tudi na Češkem – dnevnik Čas je uprizoritev samo relativno ugodno ocenil, bolj ostri pa so bili pri časopisu Zvon, saj delu očitajo slabo tehniko in slabo poznavanje družabnega življenja. Govekar, ki je bil takrat gledališki intendant, se je s Cankarjem zapletel v ostre polemike o slovenski drami, narodni igri in gledališču. Ko je leta 1906 Govekar odstopil s položaja intendanta (nasledil ga je prof. Friderik Juvančič), je bila drama manj kot v mesecu dni uprizorjena. Tako je 13. decembra 1906 končno ugledala luč sveta tudi v Ljubljani. Listi so o tej uprizoritvi veliko pisali že kak teden prej in tudi spominjali na dotedanjo usodo komedije. Dan po uprizoritvi sta Slovenec in Slovenski narod prehvalila predstavo, Naš list pa je podal precej polemičen članek, v katerem se sprašuje, kdo je kriv za tako družbo, kakršna je. Poročila so bila v glavnem pozitivna, le Govekar je še enkrat docela skritiziral dramo in o njej povedal vse najslabše.

## Vsebina
Komedija je kritika družbenih razmer na Slovenskem. Prvo dejanje se dogaja pri Grozdu, drugo pri Grudnu, tretje pri Gorniku in zadnje ponovno pri Grozdu. Pri Grozdovih se odvija zabava za Grozdovo šestdesetletnico. Prisotni na zabavi hvalijo Grozdovo delovanje za narodov blagor. V ozadju izvemo, da je pesnik Golob umrl po Grozdovi krivdi. Nasproti si stojita dve politični opciji, z željo po prevladi. Na eni strani je dr. Grozd, ki je domišljav in navajen, da ga vsi ubogajo. Med njegovimi sodelavci je najpomembnejši žurnalist Ščuka. Na drugi je dr. Gruden. Sam nima zadosti moči, zato namesto njega deluje njegova žena Helena, ki stavi na svojo lepoto in koketnost. Na zabavi je tudi bogati Gornik, za čigar naklonjenost se vsi borijo. Vsem je pomembna le moč, ideje nič ne štejejo, morala in skupna korist tudi ne. To so le fraze. Resnično vrednost ima le Gornik, ki si ga podajajo kot žogico. Grozd bi mu bil pripravljen dati svojo nečakinjo Matildo, ki je sicer zaročena s Kadivcem, Gruden pa svojo ženo. Vendar Gorniku ni do nobene od njiju. V tretjem dejanju ga obiskujejo in ga poskušajo pridobiti na svojo stran. Občinski svetniki se obračajo po vetru in ves čas govorijo v frazah. Delajo za lastno korist in lažejo o tem, da želijo dobro le narodu: "Upoštevati je namreč treba narod in celotno korist narodovo." Le nekaj oseb je drugačnih. Kritičen postane žurnalist Ščuka, ko ga Grozd poniža in od njega zahteva, da mu zaveže čevelj. S tem bi mu rad pokazal, da je njegov hlapec. Takrat se Ščuka upre in mu zaveže čevelj na napačni, levi nogi. Nato odide v politični boj. Združi množico, ki nastopi proti oblastnikom. Četrto dejanje se spet dogaja pri Grozdu. Oblastniki se ustrašijo jezne množice, ki je pri Grudnu razbila okna in nadaljuje pri Grozdu. Oba tabora pozabita na svoje razlike in se združita proti Ščuki. Gornik oddide.

## Osebe
- Grozd je deželni poslanec in občinski svetnik. Rad ima moč in oblast, za kateri je pripravljen storiti vse. Hkrati se izgube moči tudi boji, zato ga mučijo nočne more.
- Gruden je Grozdov nasprotnik in tudi željan moči, a sam ni zadosti sposoben, zato niti vleče njegova žena.
- Helena je Grudnova žena in močnejši pol v tem paru. Je lepa in koketna, s čimer si želi pomagati do oblasti.
- Gornik je bogat človek, za čigar pozornost se borita obe opciji. Je pametnejši, kot mu pripisujejo. Rad bi le imel mir in svojo zasebnost.
- Ščuka je žurnalist, ki doživi preobrat, ko ga Grozd poniža. Odloči se upreti in začne revolucijo in boj proti nepoštenosti in frazerstvu.

## Literarna zgodovina, teorija in kritika
"Mi, sodobniki njegovi, smo bili Cankarjevemu delu zmirom nepravični sodniki, kakor je človek krivičen i v ljubezni i v sovraštvu. In kot je doraščajoči rod pretiraval v svojem češčenju, ki ga je zavajalo v odurno opičje posnemanje blestečih mojstrovih zunanjosti, prav tako so se starini izgubljali v jecljajočo nekritičnost, najčešče pa v neko sovražno, fanatično, onemoglo odklanjanje." (Albreht 1922)
"Tisti hip, ko si je Cankar umislil, da zmore življenje premagati, je moral spremeniti odnos do njega, s tem pa obliko dramskega teksta: izbrati takšno, ki omogoča lahkoten, suveren, vzvišen, obvladujoč odnos. Odnos je tem bolj suveren, čim bolj je zunanji, čim manj je človek v njem notranje prizadet. Takšna pa je prav komedija." (Kermauner 1979: 87, 88)
"V dramo vdre ekspliciten moralizem." (Kermauner 1979: 95)

## Uprizoritve drame v slovenskih gledališčih
- 1906 Režija V. Taborsky. Deželno gledališče Ljubljana.
- 1919 M. Skrbinšek. Slovensko gledališče Trst.
- 1920 E. Kralj. Slovensko gledališče Trst.
- 1920 O. Šest. Narodno gledališče v Ljubljani.
- 1920 S. Gradišnik. Narodno gledališče v Celju.
- 1921 M. Skrbinšek. Narodno gledališče v Mariboru.
- 1925 M. Skrbinšek. Narodno gledališče v Ljubljani.
- 1927 J. Kovič. Narodno gledališče v Mariboru.
- 1932 J. Kovič. Narodno gledališče v Mariboru.
- 1936 B. Stupica. Narodno gledališče v Ljubljani.
- 1940 J. Kovič. Narodno gledališče v Mariboru.
- 1945 B. Stupica. Drama SNG Ljubljana.
- 1947 F. Gradišnik. Ljudsko gledališče v Celju.
- 1948 F. Bratkovič. Prešernovo gledališče v Kranju.
- 1948 E. Verdonik. Drama SNG Maribor.
- 1949 S. Jan. Drama SNG Ljubljana.
- 1952 J. Cesar. Slovensko narodno gledališče v Trstu.
- 1958 M. Korun. Ljudsko gledališče v Celju.
- 1962 J. Pretnar. Mestno gledališče v Ljubljani.
- 1966 M. Korun. Ljudsko gledališče v Celju.
- 1974 M. Herzog. Drama SNG Ljubljana.
- 1974 M. Uršič. Slovensko stalno gledališče v Trstu.
- 1976 A. Jan. Drama SNG Ljubljana.
- 1985 V. Möderndorfer. Ljudsko gledališče v Celju.
- 1985 M. Herzog. Drama SNG Maribor.
- 1986 D. Jovanović. Slovensko stalno gledališče v Trstu.
- 1993 B. Kobal. Drama SNG Ljubljana.
- 1993 M. Korun. Mestno gledališče v Ljubljani.
- 2002 Ž. Mesarić. Slovensko ljudsko gledališče Celje.
- 2003 T. Zinajić. Šentjakobsko gledališče.
- 2008 S. Horvat. Drama SNG Maribor.
- 2011 J. Novak. Šentjakobsko gledališče.

## Knjižne izdaje
- Ivan Cankar: Za narodov blagor. Ljubljana: L. Schwentner, 1901.
- Ivan Cankar: Zbrani spisi, zvezek 3. Ljubljana: Nova založba, 1926.
- Ivan Cankar: Za narodov blagor. Ljubljana: Knjižnica slovenskega gledališča, 1947.
- Ivan Cankar: Izbrana dela, zvezek 9. Ljubljana: CZ, 1957.
- Ivan Cankar: Za narodov blagor; Kralj na Betajnovi; Pohujšanje v dolini šentflorjanski; Hlapci. Ljubljana: MK (Kondor), 1965.
- Ivan Cankar: Zbrano delo, zvezek 4. Ljubljana: DZS, 1967.
- Ivan Cankar: Izbrano delo. Ljubljana: MK (Naša beseda), 1967.
- Ivan Cankar: Za narodov blagor; Kralj na Betajnovi; Pohujšanje v dolini šentflorjanski; Hlapci. Ljubljana: MK (Kondor), 1974.
- Ivan Cankar: Za narodov blagor; Kralj na Betajnovi; Pohujšanje v dolini šentflorjanski; Hlapci. Ljubljana: MK (Kondor), 1994.
- Ivan Cankar: Za narodov blagor. Ljubljana: DZS, 1997.
- Ivan Cankar: Za narodov blagor. Ljubljana: ŠOU-dijaki, 1997.
- Ivan Cankar: Za narodov blagor. Ljubljana: Delo, Intelego, Študentska založba, 2006.
- Ivan Cankar: Za narodov blagor. Maribor: Drama SNG Maribor, 2008.
- Ivan Cankar: Za narodov blagor. Ljubljana: Mladinska knjiga, 2011.
- Ivan Cankar: Za narodov blagor. Ljubljana: Intelego, 2011.

## Prevodi
- Češki: Pro blahó národa. Prev. Z. Hásková, 1907; B. Vybíral, 1937 (rokopis); O. Berkopec, 1956.
- Hrvaški: Za dobro naroda. Prev. L. Žimbrek, T. Tanhofer, 1932 (rokopis).
- Slovaški: Za blaho národa. Prev. F. Michal, 1949 (rokopis).
- Srbski: Za dobro naroda. Prev. R. Njeguš, 1946, 1953, 1968.
- Ruski: Na blago naroda. Prev. S. Urban, 1958.
- Makedonski: Drami. Prev. Tome Arsovski, 1977.
- Angleški: For the Good of the Nation. Prev. Michael Biggins, 2021